# Ramon Aguilar i Saureu
Ramon Aguilar i Saureu (Lleida, 1870-1930) fou un músic, professor i director vinculat a la Casa de Misericòrdia de Lleida.

## Biografia
Ramon Aguilar havia nascut a Lleida el 1870 i, com tants altres músics lleidatans, es va formar musicalment sota el mestratge de Magí Pontí i Ferrer a l'escolania de la catedral. A l'edat de 21 anys ja ocupava la plaça de sochantre a l'església de Sant Joan de Lleida segons es desprèn de l'anunci publicat pel Diario de Lérida el 12 de juliol de 1891(núm.1748,p.2): El profesor de música R. Aguilar y Saureu, sochantre de la parroquial de S. Juan de esta ciudad, se dedica á dar lecciones de solfeo, de canto llano y figurado, á domicilio y en su casa. Paheria, 14-4º, Lérida.
Aquesta plaça no la va deixar mai malgrat començar a dirigir l'Escola de Música de la Casa de Misericòrdia l'1 d’octubre de 1900, com a successor de Josep Torné. Va mantenir-se al davant de l'esmentada escola fins al 1921, any en què es jubilà. El 1922 el va substituir Antoni Mateu i Moles. Ramon Aguilar va morir nou anys després de jubilar-se, el 1930.
La font d'informació més directa que hem pogut trobar sobre l'activitat de Ramon Aguilar a la Casa de Misericòrdia són les paraules de Josep Lladonosa, que reproduïm a continuació: 
[…] El mestre de música que vaig tenir a la Casa de Misericòrdia, senyor Ramon Aguilar i Saureu, també fou alumne de Magí Pontí, al qual venerava com a músic, compositor i home excepcional. I sovint ens contava algunes anècdotes. […] El senyor Aguilar era molt primmirat per la nostra formació musical, sense deixar d'educar-nos sota un caire humanístic. Sovint ens deia que en un esdevenidor no llunyà, i en haver adquirit un sentit crític dins els avatars de la vida, a cada experiència jutjaríem la tasca dels nostres mestres i la seva influència exercida en bé o en mal. Jo he de dir, respecte a ell, que el meu judici és francament positiu. I no és aquesta la primera vegada que faig semblant afirmació. N'he fet retret en altres treballs meus, algun dels quals ja fa més de trenta anys que han estat publicats. L'agraïment envers els nostres mestres és una virtut que no podem deixar d'aplicar, si ha estat beneficiosa. És un deure d'ètica honesta i inexcusable. [...]
Mestre Aguilar s'ho pensava molt abans no et donava un instrument. Tenia molt de compte a examinar la teva embocadura abans no et considerava apte per a tocar el clarinet, el cornetí, el trombó o el baix. […] Feia vint-i-dos anys que el senyor Aguilar dirigia l'Escola de Música, quan el mateix 1921 demanà el retir. Tenia 52 anys. I quan escrivia solfa o prenia la batuta per a dirigir la banda de l'establiment, li tremolava la mà. Els darrers temps se'l veia sempre nerviós i malhumorat. No estava bo. Morí d'un atac fulminant de feridura l'any 1930, quan tot just havia complit els seixanta anys. Sempre fou un home de grossa complexió, calb i tenia una bona veu de baix. Era cabiscol de l'església parroquial de Sant Joan, i quan cantava als enterraments hom el podia confondre com un capellà més. Era molt religiós, catòlic a "marcha martillo", escriví El Diario de Lérida a l'esquela mortuòria. A més regia un estanc de la plaça Major. Estava casat i tenia una filla. De la banda que dirigí el mestre Aguilar n'eixiren bons músics, alguns de renom anys després. Entre els coneguts meus recordo: els senyors García Giró, Soca, Trull, Millàs, Casals Gensada, Sisó, Freixinet, Rovira, Banyeres, Parès, Bielsa, Carbonell, Perelló, Ibàñez, etc. Uns els vaig tractar com a membres de la Banda Municipal, dirigida pel mestre Santiago Pinyol i Mirada; altres com pertanyents a la cobla La Principal de Lleida, del Foment de la Sardana, sota la direcció del mestre Josep Vila, a més dels que triomfaven en bandes de regiments a Lleida o distintes capitals de província.
En marxar de la Casa, el nostre professor deixà a l'Escola algunes composicions que havia instrumentat per a la seva banda, i uns cartells, també amb música i lletra, per a l'educació del cant. Estigueren molts anys penjats a les parets de l'escola. De tant llegir-los i cantar-los ens els sabíem de memòria. Un d'ells començava així: Si quieres adquirir la más dichosa herencia que puede apetecer la humana fantasía...
Els darrers anys de la seva vida, el senyor Aguilar tenia a cura la preparació i direcció dels músics i de les noies que cantaven el Rosari de l'Aurora, un costum que a Lleida durava d'ençà l'any 1730. […] També dirigí el cor anomenat La Turba Multa de la processó dels armats de la Congregació dels Dolors [...].
La tasca de Ramon Aguilar al davant de l'Escola de Música preveia no solament l'ensenyament del solfeig i del cant, sinó també l'aprenentatge instrumental dels nois que després haurien d'integrar-se a la banda de l'establiment.

## Obres
No hi ha constància de l'existència de cap obra escrita per Aguilar excepte les transcripcions citades per Josep Lladonosa i un Himne corejat dedicat a S.M. el rei.